# Les Disparus de Saint-Agil
Pour les articles homonymes, voir Les Disparus de Saint-Agil (film) et Les Disparus (homonymie).
Les Disparus de Saint-Agil est un roman policier français pour la jeunesse écrit par Pierre Véry, paru en 1935. Il a été adapté au cinéma sous le même titre par Christian-Jaque en 1938.

## Résumé
Au pensionnat Saint-Agil de Meaux, trois élèves, Mathieu Sorgues, no 95 dans les registres, André Baume, no 7, et Philippe Macroy, no 22, passent leurs années de collège à rêver d'aventures, et surtout d'Amérique. Unis dans leur rêve de cow-boys, de gratte-ciel et de dollars, ils ont fondé une société secrète, les Chiche-Capon, et se laissent des messages la nuit en salle de sciences, sous le regard bienveillant du squelette Martin qui leur sert de mascotte et de bougeoir.
Une nuit, Mathieu Sorgue est alerté par un bruit. Le lendemain, à 17 h 45, il disparaît devant la porte de l'étude. Baume et Macroy s'interrogent : est-il allé aux États-Unis, comme le ferait croire une carte postale ? Certes, il a bien disparu : il ne sera pas le dernier, car un gang de faux-monnayeurs qui opère clandestinement dans la région n'aime pas qu'on se mêle de ses affaires.

## Particularités du roman
Pierre Véry ne fait pas mystère de la dimension autobiographique du roman : tous les personnages ont réellement existé dans le pensionnat où lui-même a vécu ; mais aucun n'a accompli les actions qu'il leur prête, et il a changé les noms.
L'auteur opère une mise en abyme en mêlant à l'histoire son alter ego favori, l'avocat-détective Prosper Lepicq, censé lui aussi avoir été l'un des héros, tandis qu'un autre a écrit le roman de leur aventure.

## Adaptations

### Au cinéma
- 1938 : Les Disparus de Saint-Agil, film français de Christian-Jaque, avec Erich von Stroheim (Walter, professeur d'anglais), Michel Simon (Lemel, professeur de dessin), Armand Bernard (Mazeau, concierge), Aimé Clariond (le directeur) et Serge Grave (Baume)

### À la télévision
- 1990 : Les Disparus de Saint-Agil, téléfilm français de Jean-Louis Benoît, avec Micheline Presle (Mme Donnadieu), Michel Galabru (M. Lemel), Claude Melki (M. Planet) et Damien Rosinha (Baume)

## À l'opéra
- 1995 : Martin squelette, opéra d'Isabelle Aboulker sur un livret et des paroles de Christian Eymery (Commande du CRÉA d'Aulnay-sous-Bois).

## Source
- Jean Tulard, Dictionnaire du roman policier : 1841-2005. Auteurs, personnages, œuvres, thèmes, collections, éditeurs, Paris, Fayard, 2005, 768 p. (ISBN 978-2-915793-51-2, OCLC 62533410), p. 222-223.